# Użytki ekologiczne w Krakowie
W Krakowie wyznaczonych jest 19 użytków ekologicznych, z czego 18 położonych jest w całości na terenie miasta, a 1 w Krakowie i w sąsiedniej gminie Zabierzów (Uroczysko w Rząsce). Uroczysko w Rząsce jest jednocześnie najstarszym (z 2001 roku) użytkiem ekologicznym w Krakowie. Najmłodszymi natomiast są Łąki na Klinach (z 2021 roku), Kamieniołom Libana (z 2022 roku), Słona Woda (z 2023 roku) oraz Łąki nad Rudawą (z 2024 roku). Największą powierzchnię (wśród w całości położonych w Krakowie) zajmuje użytek ekologiczny Łąki Nowohuckie (57,17 ha), a najmniejszą – Staw w Rajsku (0,39 ha). Ochronie podlegają najczęściej niewielkie zbiorniki wodne i zbiorowiska łąkowe. Najwięcej użytków ekologicznych wyznaczono w dzielnicy VIII Dębniki.

## Istniejące użytki ekologiczne w Krakowie
| Nazwa                                        | Numer INSPIRE w CRFOP       | Rok utworzenia | Powierzchnia w ha | Cel ochrony                                            | Dzielnica                                 | Ilustracja |
| -------------------------------------------- | --------------------------- | -------------- | ----------------- | ------------------------------------------------------ | ----------------------------------------- | ---------- |
| Uroczysko w Rząsce                           | PL.ZIPOP.1393.UE.1206162.27 | 2001           | 59,10             | ochrona fiołka bagiennego, las łęgowy, zbiorniki wodne | VI Bronowice                              |            |
| Łąki Nowohuckie                              | PL.ZIPOP.1393.UE.1261011.29 | 2003           | 57,17             | łąki podmokłe                                          | XVIII Nowa Huta                           |            |
| Staw przy Kaczeńcowej                        | PL.ZIPOP.1393.UE.1261011.32 | 2007           | 0,82              | zbiornik wodny                                         | XVI Bieńczyce                             |            |
| Rozlewisko potoku Rzewnego                   | PL.ZIPOP.1393.UE.1261011.31 | 2007           | 2,77              | rozlewisko potoku                                      | IX Łagiewniki-Borek Fałęcki               |            |
| Dolina Prądnika                              | PL.ZIPOP.1393.UE.1261011.33 | 2008           | 14,145            | meandrujące koryto rzeki                               | IV Prądnik Biały                          |            |
| Uroczysko Kowadza                            | PL.ZIPOP.1393.UE.1261011.34 | 2008           | 1,82              | murawy kserotermiczne                                  | VIII Dębniki                              |            |
| Staw Dąbski                                  | PL.ZIPOP.1393.UE.1261011.36 | 2010           | 2,53              | zbiornik wodny                                         | II Grzegórzki                             |            |
| Las w Witkowicach                            | PL.ZIPOP.1393.UE.1261011.37 | 2010           | 15,07             | las grądowy                                            | IV Prądnik Biały                          |            |
| Rybitwy                                      | PL.ZIPOP.1393.UE.1261011.39 | 2012           | 0,64              | kompleks oczek wodnych                                 | XIII Podgórze                             |            |
| Staw w Rajsku                                | PL.ZIPOP.1393.UE.1261011.40 | 2012           | 0,39              | zbiornik wodny                                         | X Swoszowice                              |            |
| Staw Królówka                                | PL.ZIPOP.1393.UE.1261011.41 | 2013           | 0,85              | zbiornik wodny                                         | VIII Dębniki                              |            |
| Staw przy Cegielni                           | PL.ZIPOP.1393.UE.1261011.42 | 2014           | 0,88              | zbiornik wodny                                         | XIII Podgórze                             |            |
| Dąbrowa                                      | PL.ZIPOP.1393.UE.1261011.45 | 2018           | 14,97             | łąki trzęślicowe                                       | VIII Dębniki                              |            |
| Dolina Potoku Olszanickiego-Łąki Olszanickie | PL.ZIPOP.1393.UE.1261011.46 | 2018           | 5,64              | łąki i las łęgowy                                      | VII Zwierzyniec                           |            |
| Zakrzówek                                    | PL.ZIPOP.1393.UE.1261011.47 | 2018           | 17,50             | łąki                                                   | VIII Dębniki                              |            |
| Łąki na Klinach                              | PL.ZIPOP.1393.UE.1261011.48 | 2021           | 5,82              | łąki                                                   | X Swoszowice                              |            |
| Kamieniołom Libana                           | PL.ZIPOP.1393.UE.1261011.50 | 2022           | 14,82             | dawny kamieniołom                                      | XIII Podgórze                             |            |
| Słona Woda                                   | PL.ZIPOP.1393.UE.1261011.52 | 2023           | 13,53             | szuwary, murawy napiaskowe, las                        | Podgórze Duchackie/XIII Bieżanów-Prokocim |            |
| Łąki nad Rudawą                              | PL.ZIPOP.1393.UE.1261011.55 | 2024           | 4,84              | ekosystem doliny rzecznej                              | VII Zwierzyniec                           |            |

## Proponowane użytki ekologiczne w Krakowie
Zarząd Zieleni Miejskiej w Krakowie proponował w 2020 roku utworzyć 7 nowych użytków ekologicznych. Najwięcej z nich planowanych było do wyznaczenia w dzielnicy VIII Dębniki.
| Nazwa                            | Powierzchnia w ha | Cel ochrony                              | Dzielnica             | Ilustracja |
| -------------------------------- | ----------------- | ---------------------------------------- | --------------------- | ---------- |
| Murawy kserotermiczne Bielany    | 1,58              | murawy kserotermiczne                    | VII Zwierzyniec       |            |
| Murawy kserotermiczne Bogucianka | 0,90              | murawy kserotermiczne                    | VIII Dębniki          |            |
| Kamieniołom Bogucianka           | 2,23              | dawny kamieniołom                        | VIII Dębniki          |            |
| Wzgórze Wielkanoc                | 1,08              | murawy kserotermiczne, dawny kamieniołom | VIII Dębniki          |            |
| Kamieniołom Libana               | 10                | dawny kamieniołom                        | XIII Podgórze         |            |
| Piaski Wielkie                   | 16,93             | las i murawy napiaskowe                  | XI Podgórze Duchackie |            |
| Starorzecze w Mogile             | 2,74              | starorzecze                              | XVIII Nowa Huta       |            |